# Monumento a Rafael del Riego

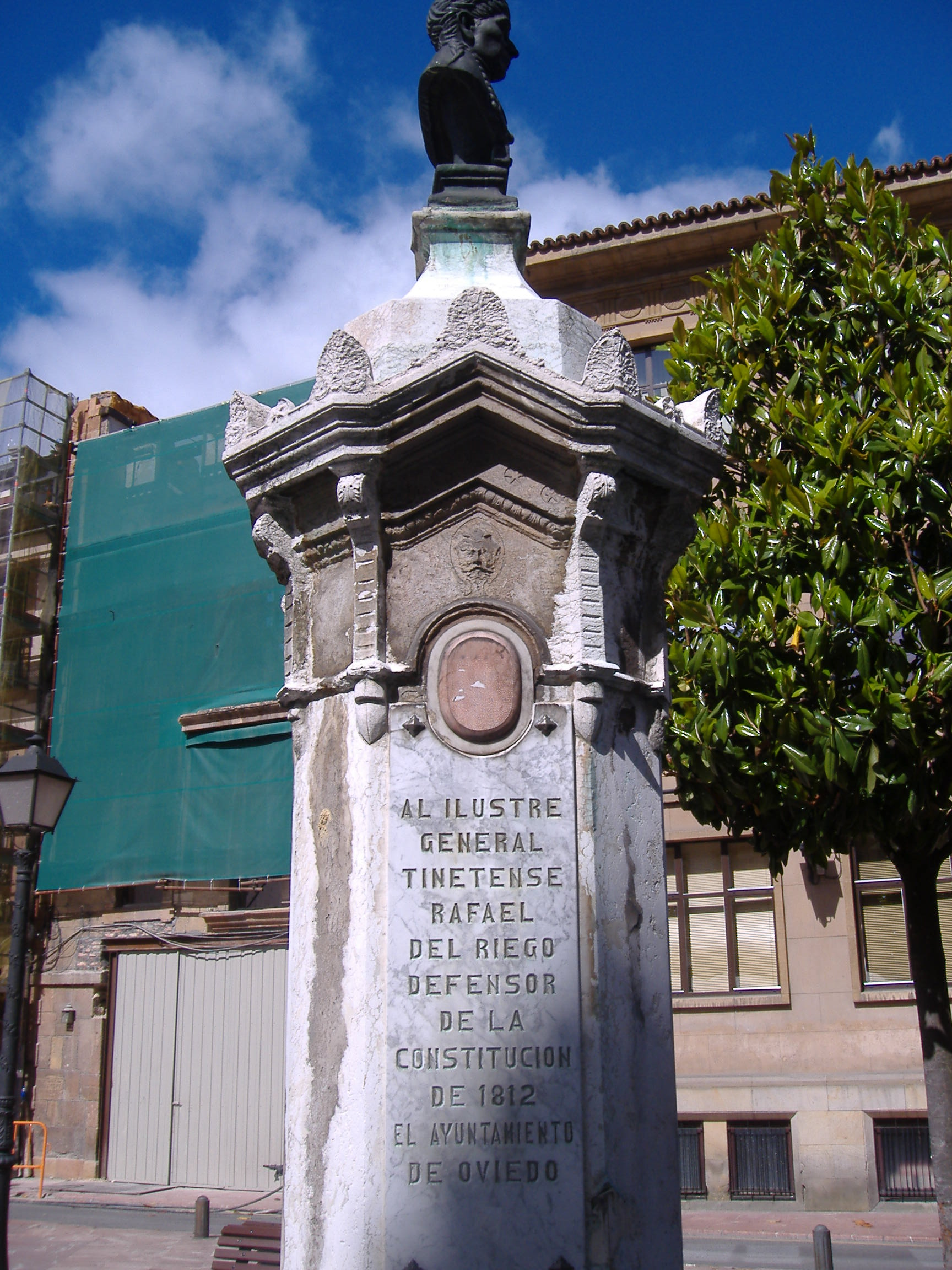
Vista lateral del monumento a Rafael del Riego.

El monumento a Rafael del Riego, ubicado en la plaza de Riego, en la ciudad española de Oviedo, es una de las más de un centenar que adornan las calles de la mencionada ciudad española.
El paisaje urbano de esta ciudad se ve adornado por obras escultóricas, generalmente monumentos conmemorativos dedicados a personajes de especial relevancia en un primer momento, y más puramente artísticas desde finales del siglo XX.
La escultura, hecha en bronce, es obra de José Antonio Nava Iglesias, y está datada en 1993. Se trata de un pequeño busto de bronce de Rafael del Riego, situado en lo alto de un elevado pedestal de piedra, que fue inaugurado el 7 de noviembre de 1993. En el frente del pedestal hay una placa de mármol con la siguiente inscripción: «AL ILUSTRE/GENERAL/TINETENSE/RAFAEL/DEL RIEGO/DEFENSOR/DE LA/CONSTITUCIÓN/DE 1812/EL AYUNTAMIENTO/DE OVIEDO». Fue realizado a petición de los Ayuntamientos de Oviedo y Tineo y del RIDEA.